# بژوسکی-گرومکی
بژوسکی-گرومکی (به لهستانی:  Brzóski-Gromki) یک روستا در لهستان است که در گمینا وسوکیه مازوویتسکیه واقع شده‌است.